# Зайцев, Алексей Николаевич (бобслеист)
Алексей Николаевич Зайцев (род. 17 сентября 1993 года) — российский бобслеист.

## Карьера
Уроженец станицы Старотитаровская. Выступает за ЦСП по зимним видам спорта (Сочи, Краснодарский край). С 2012 года в сборной России. Разгоняющий в четвёрке.
В январе 2014 года на этапе Кубка Европы в Санкт-Морице (Швейцария) четвёрка Евгения Пашкова, одним из разгоняющих в которой был Алексей, занял первое место, опередив квартеты Германии и Латвии.
Серебряный призер чемпионата Европы 2015 года в состязании четверок в составе четвёрки пилота Александра Касьянова.
Чемпион России 2014 года, серебряный призёр чемпионата России 2016 года.
Алексей Зайцев участвовал в Зимних Олимпийских играх 2018 года.

## Личная жизнь
Зайцев начал встречаться с знаменитой российской гимнасткой Алией Мустафиной осенью 2015 года после проведенного вместе времени в больнице, где они восстанавливались после спортивных травм.
3 ноября 2016 года Алексей женился на Алие в Краснодаре. 
В январе 2017 года было объявлено, что Алия беременна и что ребенок должен родиться в июле. 9 июня 2017 года Мустафина родила девочку,которую назвали Алисой. 29 апреля 2018 года Мустафина объявила о разводе с Алексеем Зайцевым.